# Euphrasia picta
Euphrasia picta là loài thực vật có hoa thuộc họ Cỏ chổi. Loài này được Wimm. mô tả khoa học đầu tiên năm 1857.

## Hình ảnh

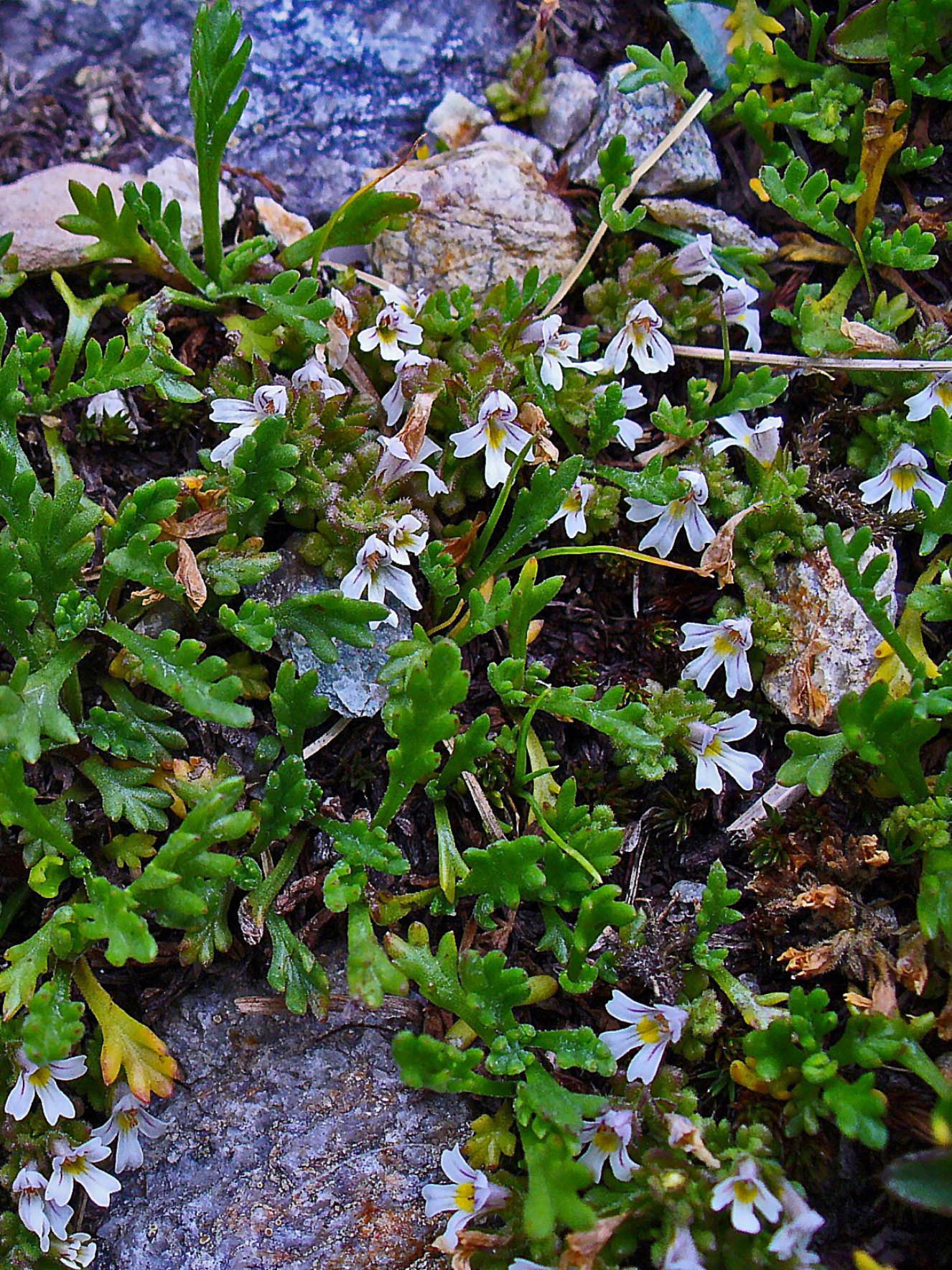
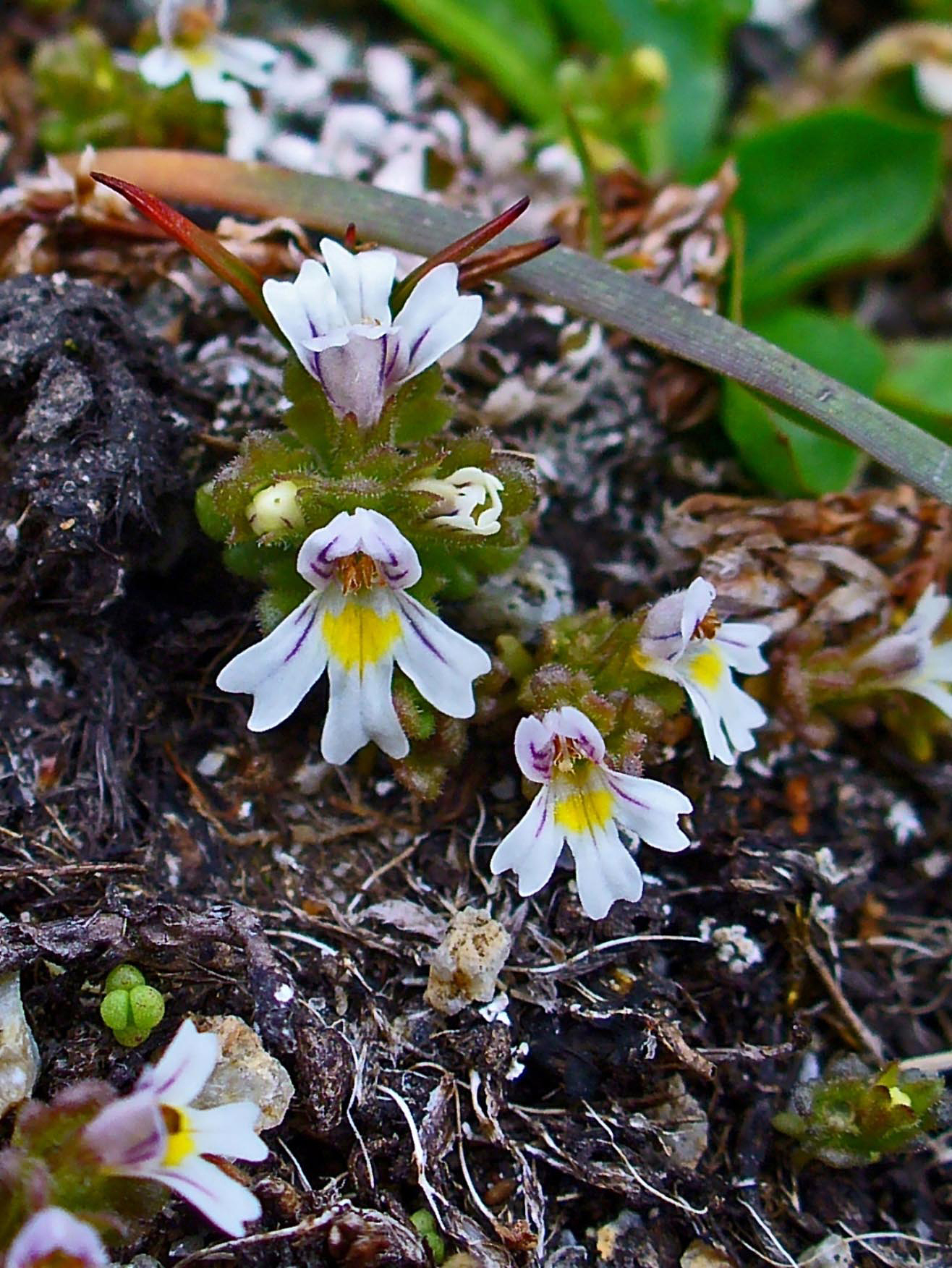